# George James Paul St. Clair
George James Paul St. Clair, britanski general, * 29. junij 1885, † 13. november 1955.